# Gabriel Baumann
Gabriel Baumann (* 23. März 1624 in Eibenstock; † 1701 in Tannenbergsthal) war ein deutscher Unternehmer, der das erste Hammerwerk in Tannenbergsthal gründete und es als Hammerherr zu Ruhm und Reichtum brachte.

## Leben
Er stammte aus einfachen Verhältnissen und war der Sohn von armen Bergleuten aus der sächsischen Bergstadt Eibenstock im Erzgebirge. Als Pächter erwarb er auf dem Hammerwerk Morgenröthe praktische Erfahrungen im Berg- und Hüttenwesen, die ihm in seiner späteren beruflichen Entwicklungen sehr hilfreich waren. Er erwarb vom sächsischen Kurfürsten Johann Georg I. das Privileg zum Bau eines Hammerwerks in Tannenbergsthal im sächsischen Vogtland, das er zur Blüte führte und von seinen Nachkommen fortgeführt wurde. 
Baumann gilt als Gründer und Erbauer des Hammerwerks Tannenbergsthal im Jahr 1662. Aus einem Bericht des Amtmanns von Voigtsberg vom 10. Februar 1667 an den Herzog von Sachsen-Zeitz geht hervor, dass Baumann damals bereits angefangen hatte, „bei dem untern Tannenbergk“ ein Hammerwerk anzulegen. Noch 1900 wird zitiert, Baumann hätte das Hammerwerk errichtet „wiewohl mit sehr schlechten Mitteln, doch mit fleißgem Gebet und unermüdlichen Händen“.
1673 begann er die Errichtung eines Blechhammers im Brettmühlenrevier des Floßmeisters, gegen die sich Widerstand erhob, nach dem einen Hammergraben errichten ließ und das Wassers aus der Zwickauer Mulde ableitete. Das offizielle Privileg zur Erbauung des Hammerwerks Tannenberthal und die Zuweisung eines entsprechenden Territoriums an der Kleinen Pyra erhielt Gabriel Baumann erst nachträglich am 1. November 1675 durch Kurfürst Johann Georg II. von Sachsen.
1657 heiratete er Maria Siegel (1638–1702).
Am 3. Dezember 1677 kaufte er zusätzlich das im Amt Gräfenthal gelegene Hammerwerk Friedrichsthal hinzu, das ebenfalls längere Zeit im Familienbesitz blieb.
Bei der Beerdigung Gabriel Baumanns im Jahr 1701, „Hammer-Herr auf dem Tannebergs-Thal“ [sic!], wurde die Predigt zum 2. Korintherbrief, und bei der Beerdigung der Ehefrau Maria ein Jahr später wurde die Predigt zu Psalm 42 gehalten.

## Ehrungen
In Tannenbergsthal wurde eine Straße nach ihm benannt.